# Проституция в Бенине
Проституция в Бенине легальна, но связанная с ней деятельность, такая как содержание борделей и получение выгоды от проституции других лиц, является незаконной. По оценкам ЮНЭЙДС, в стране насчитывается около 15 000 проституток. Большинство из них — мигранты из соседних стран. Главным образом из Нигерии, Того и Ганы, лишь 15 % проституток родом из Бенина. Проституция происходит на улицах, в барах, ресторанах, отелях и борделях. С появлением смартфонов многие проститутки используют приложения для переговоров с клиентами.
Многие женщины занимаются проституцией по экономическим причинам. Некоторые молодые бенинские женщины изучают английский язык, чтобы они могли поехать в Нигерию, для секс-работы, поскольку в Нигерии процветает секс-индустрия.
В сельской местности вдовы дискретно обращаются к проституции, чтобы поддержать свою семью. Это культурная и социальная традиция, которая не рассматривается сообществом как проституция, но рассматривается как метод сохранения фамилии. Все дети, рождённые от этих связей, берут фамилию умершего мужа. Нередко вдова рожает пятерых детей после смерти мужа.
ВИЧ, секс-торговля и детский секс-туризм являются проблемами в стране.

## Сексуальное здоровье
Как и в других странах Чёрной Африки, ВИЧ является проблемой. Секс-работники относятся к группе высокого риска. Клиентами часто являются солдаты и водители грузовиков. Из-за своих путешествий, если они заражаются, то потенциально распространяют инфекцию на широкую территорию.
В 1992 году при поддержке Канадского агентства международного развития (CIDA) был осуществлён профилактический проект среди секс-работников в крупнейшем городе Котону. Это привело к увеличению использования презервативов, а ВИЧ среди секс-работников снизился с 53,3 % в 1993 году до 30,4 % в 2008 году. Распространенность других ИППП также значительно снизилась за тот же период: гонорея с 43,2 до 6,4 % и хламидиоз с 9,4 до 2,8 %.
Неправительственная организация Centre d’Etudes, de Recherches et d’Interventions pour le Développement (CERID) предоставляет секс-работникам бесплатную медицинскую помощь и консультации. ЮНЭЙДС сообщила в 2016 году, что распространенность ВИЧ среди секс-работников в стране составила 15,7 %.

## Секс-торговля
Бенин является страной происхождения, транзита и назначения женщин, детей, подвергшихся сексуальной торговле. Большинство идентифицированных жертв — бенинские девочки, подвергшиеся сексуальной торговле в Котону и через южный коридор Бенина. Тоголезские девушки эксплуатируются в коммерческом сексе в Бенине. В предыдущие годы сообщалось о случаях детского секс-туризма с участием как мальчиков, так и девочек на побережье и в департаменте Моно. Опрос, проведённый в 2016 году в городах Котону на юге Бенина и Маланвиль на севере Бенина, показал, что в этих двух городах девочки подвергаются сексуальной эксплуатации, включая потенциальную сексуальную торговлю. Сообщается, что департамент Вэме на юго-востоке Бенина был основным районом вербовки жертв торговли детьми, впоследствии эксплуатируемых в Республике Конго. Большинство детей-жертв, перехваченных в Бенине, либо из Бенина, либо из других западноафриканских стран, эксплуатируются или находятся на пути к эксплуатации внутри страны. Бенин является крупнейшим источником жертв торговли людьми в Республике Конго. Бенинские жертвы также подвергаются торговле людьми в Нигерии, Габоне и Ливане. Западноафриканские женщины эксплуатируются в коммерческом сексе в Бенине. Молодые бенинские женщины вербуются из Бенина нелицензированными бенинскими и ливанскими вербовщиками для домашней работы в Ливане и Кувейте. По сообщениям, некоторых принуждают к коммерческому сексу. OCPM сообщает, что торговцы людьми больше не путешествуют с детьми-жертвами, перемещаемыми внутри страны или в близлежащие страны. Жертвы теперь путешествуют в одиночку, и как только они добираются до места назначения, их встречают торговцы людьми или их сообщники. Эта тактика усложняет расследование.
Существующие законы не запрещают все формы торговли людьми. Закон 2006 года о перевозке несовершеннолетних и пресечении торговли детьми криминализирует торговлю детьми, но фокусируется на перемещении детей, а не на их окончательной эксплуатации, и предусматривает наказание в виде лишения свободы на срок от шести месяцев до двух лет или штрафа, если дети перемещаются с целью трудовой эксплуатации. Эти наказания не являются уголовными и достаточно строгими. Уголовный кодекс запрещает сводничество или предложение лица для занятия проституцией и содействие проституции наказанием в виде лишения свободы на срок от шести месяцев до двух лет. Ни одно из этих наказаний не является достаточно строгим или соизмеримым с наказаниями, предусмотренными за другие тяжкие преступления. Всеобъемлющее законодательство по борьбе с торговлей людьми, которое криминализирует все формы торговли людьми, включая торговлю взрослыми, находится на рассмотрении Министерства юстиции с сентября 2012 года.
Управление Государственного департамента США по мониторингу и борьбе с торговлей людьми относит Бенин к стране «Второго уровня».